# St. Elisabeth (Friedrichstal)
St. Elisabeth ist eine römisch-katholische Kirche in Friedrichstal (Stutensee). Sie gehört als Filialkirche zur Pfarrkuratie St. Georg Spöck in der Kirchengemeinde Stutensee-Weingarten.

## Geschichte
Die Kirche wurde ab Anfang Juni 1958 unter dem Architekten Rainer Disse errichtet. Bereits Weihnachten 1958 wurde der erste Gottesdienst dort gefeiert. Die Weihe fand schließlich am 5. August 1962 durch Weihbischof Karl Gnädinger statt.

## Glocken
Die Kirche verfügt in einem pyramidenförmigen Dachreiter über drei Glocken der Gießerei F. W. Schilling von 1960. In der zweiten Etage des Glockenstuhls sind die drei Glocken nebeneinander aufgehängt. Die erste Glocke ist der Heiligen Dreifaltigkeit gewidmet und trägt die Inschrift: „Es segne uns der allmächtige Gott, der Vater, der Sohn und der Heilige Geist. Amen.“ Die zweite Glocke, die Taufglocke, trägt die Inschrift: „Wenn einer nicht wiedergeboren wird aus Wasser und Geist, kann er nicht eintreten in das Reich Gottes“ und zusätzlich „Stiftung der Gemeinde Friedrichstal“. Die dritte Glocke ist der Heiligen Elisabeth geweiht und trägt die Inschrift: „Heilige Elisabeth, Schutzpatronin unserer Kirchengemeinde, bitte für uns.“

## Patrozinium
Patronin ist die Heilige Elisabeth von Thüringen. Sie ist bekannt für ihre Hilfe für Bedürftige und Kranke, auch wird mit ihr das Rosenwunder in Verbindung gebracht.